# YooHoo & Friends
Yoohoo & Friends is een Zuid-Koreaanse geanimeerde de televisiereeks voor kinderen, geproduceerd door Aurora World. De serie is gebaseerd op een gelijknamige speelgoedserie. De televisiereeks richt zich op een groep dieren die per ongeluk naar de aarde worden gestuurd en die de ontbrekende magische zaden van de Tree of Life moeten zien te vinden om naar hun huis terug te kunnen keren.
De serie debuteerde op KBS2 op 2 juli 2009. Nog twee seizoenen van het programma werden uitgezonden, van 21 oktober 2013 tot 9 april 2015 op KBS1.
Sinds 1 juli 2010 werd de reeks uitgezonden op vtmKzoom in Vlaanderen. De titelsong werd gezonden door Laura Omloop.
In 2012 werd onder dezelfde titel een nagesynchroniseerde Engelse versie uitgebracht, gebaseerd op het eerste seizoen van de serie, gemaakt door de Amerikaanse animator David Feiss en geproduceerd door Toonzone Studios. Deze versie deed het echter niet goed en er kwam nooit een tweede seizoen van.
In 2019 ging een Netflix-serie gebaseerd op de franchise in première onder de titel YooHoo to the Rescue.

## Verhaal

### Seizoen 1
Seizoen 1 bevat een verhaal over een groep dieren, meestal gebaseerd op bedreigde diersoorten, die de Tree of Life laten groeien in hun leefgebied Yootopia. Ze worden met uitsterven bedreigd als gevolg van verslechterende omgevingsomstandigheden. Maar wanneer alle zaden per ongeluk naar de aarde worden weggeblazen, wordt de groep ook per ongeluk naar beneden gestuurd. Nu ze van hun huis gescheiden zijn, gaan YooHoo en zijn vrienden op avontuur om de ontbrekende magische zaden van de Tree of Life te vinden, waarbij ze hulp krijgen van nieuwe vrienden, die ze onderweg hebben opgedaan.

### Seizoen 2
Nadat ze alle groene zaden hebben teruggewonnen en naar Yootopia zijn teruggekeerd, leven YooHoo en zijn vrienden vreedzaam, totdat twee mysterieuze mensen, Oops en Coops, die krokodillenjagers zijn die werken voor hun corrupte leider Big Boss, naar YooHoo's wereld komen om hem en zijn vrienden te vangen en te verkopen. YooHoo en zijn vrienden werken samen om hun plannen te verijdelen en Yootopia te redden.